# Nhà thờ Huyện Sỹ
Nhà thờ Huyện Sỹ (tên chính thức là: Nhà thờ Thánh Philipphê Tông đồ) là một nhà thờ Công giáo cổ hơn 100 tuổi, tọa lạc tại số 1 đường Tôn Thất Tùng, phường Bến Thành, Thành phố Hồ Chí Minh, Việt Nam. Đây là nhà thờ của giáo xứ Chợ Đũi thuộc Tổng giáo phận Thành phố Hồ Chí Minh.

## Lịch sử
Nhà thờ do ông bà Lê Phát Đạt, tức Huyện Sỹ, hiến đất và xuất 1/7 gia tài để xây dựng, thời giá lúc bấy giờ là khoảng trên 30 muôn (mười ngàn) đồng bạc Đông Dương. Khởi công xây dựng năm 1902 theo thiết kế của linh mục Bouttier, đến 1905 thì được khánh thành. Nhà thờ tọa lạc trên một khu đất cao và rộng hơn một mẫu, nằm ở góc đường Frère Louis (nay là đường Nguyễn Trãi) và Frère Guilleraut (nay là đường Tôn Thất Tùng).
Ban đầu nhà thờ có tên là Nhà thờ Chợ Đũi do thuộc họ đạo Chợ Đũi. Mặt khác, do Thánh Philípphê tông đồ là bổn mạng của Huyện Sỹ nên còn được gọi là Nhà thờ Thánh Philípphê. Tuy vậy, dân gian vẫn gọi là Nhà thờ Huyện Sỹ, và sau đó dần trở thành tên thông dụng của nhà thờ này (tất nhiên, đối tượng thờ phượng ở đây không phải là ông Huyện Sỹ).

## Khuôn viên
Nhà thờ Huyện Sỹ được đánh giá là có khuôn viên rộng rãi khoáng đãng nhất ở Sài Gòn. Phía trước nhà thờ có tượng đài thánh tử đạo Việt Nam là Mátthêu Lê Văn Gẫm. Gần cổng chính còn có đài thiên thần hộ thủ và tượng đài Thánh Giuse.
Bên trái khuôn viên là núi Đức Mẹ Lộ Đức, được xây dựng năm 1960 để kính Đức Mẹ Lộ Đức. Hằng năm cứ vào ngày 11 tháng 2 dương lịch, các linh mục chính xứ Chợ Đũi có thói quen cử hành thánh lễ tại núi này để cầu nguyện đặc biệt cho các bệnh nhân.
Phía bên phải khuôn viên nhà thờ là đồi Canvê, có tượng chuộc tội rất lớn được xây dựng năm 1974 dưới thời linh mục Gioan Baotixita Dương Hoàng Thanh.

## Kiến trúc

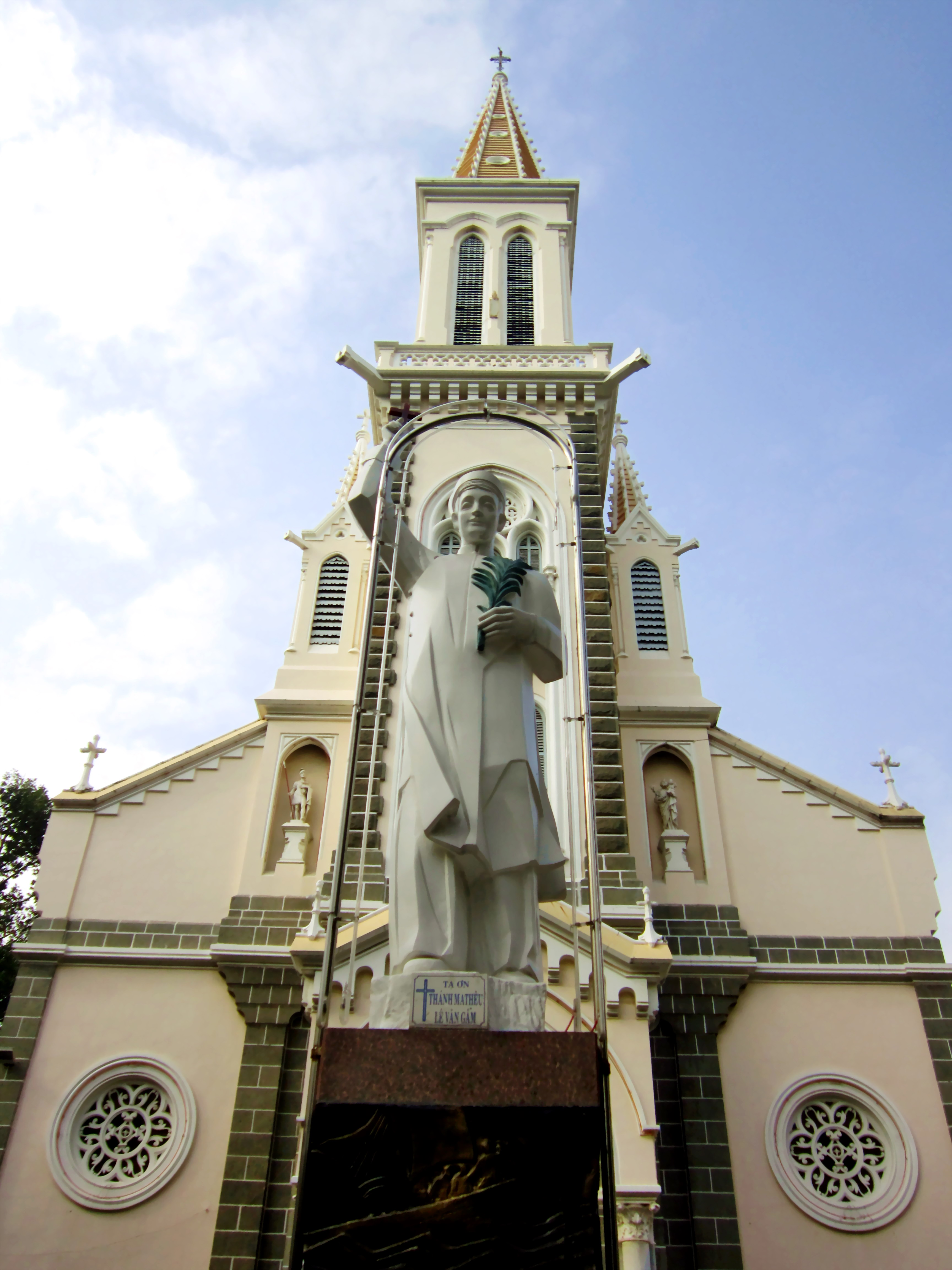
Tượng đài thánh tử đạo Mátthêu Lê Văn Gẫm

Nhà thờ có chiều dài 40 mét, chia làm 4 gian, rộng 18 mét. Thiết kế ban đầu của nhà thờ Huyện Sỹ gồm 5 gian, tức khoảng 50 mét. Nhưng thời gian đó, nhà thờ tạm Chí Hòa bị hư hại trầm trọng, vì vậy, giới chức trong họ đạo Chợ Đũi đã xin cắt bớt 1 gian, dùng số tiền đó để xây nhà thờ Chí Hòa. Nhà thờ Chí Hoà đến nay vẫn còn, được tôn tạo nhiều lần nên rất khang trang.
Nhà thờ Huyện Sỹ dùng đá hoa cương Biên Hòa để ốp mặt tiền và các cột chính điện, theo phong cách kiến trúc Gothic. Chính điện nhà thờ có vòm chịu lực dạng cung nhọn. Tường có nhiều cửa sổ dạng vòm đỉnh nhọn và được trang trí bằng lớp kính màu ghép hình mua từ Ý. Bên trong các gian tường có nhiều tượng thánh. Trên vòm cửa chính có tượng thánh Philípphê bổn mạng nhà thờ bằng đá cẩm thạch, đứng cầm cây thánh giá Phục sinh. 

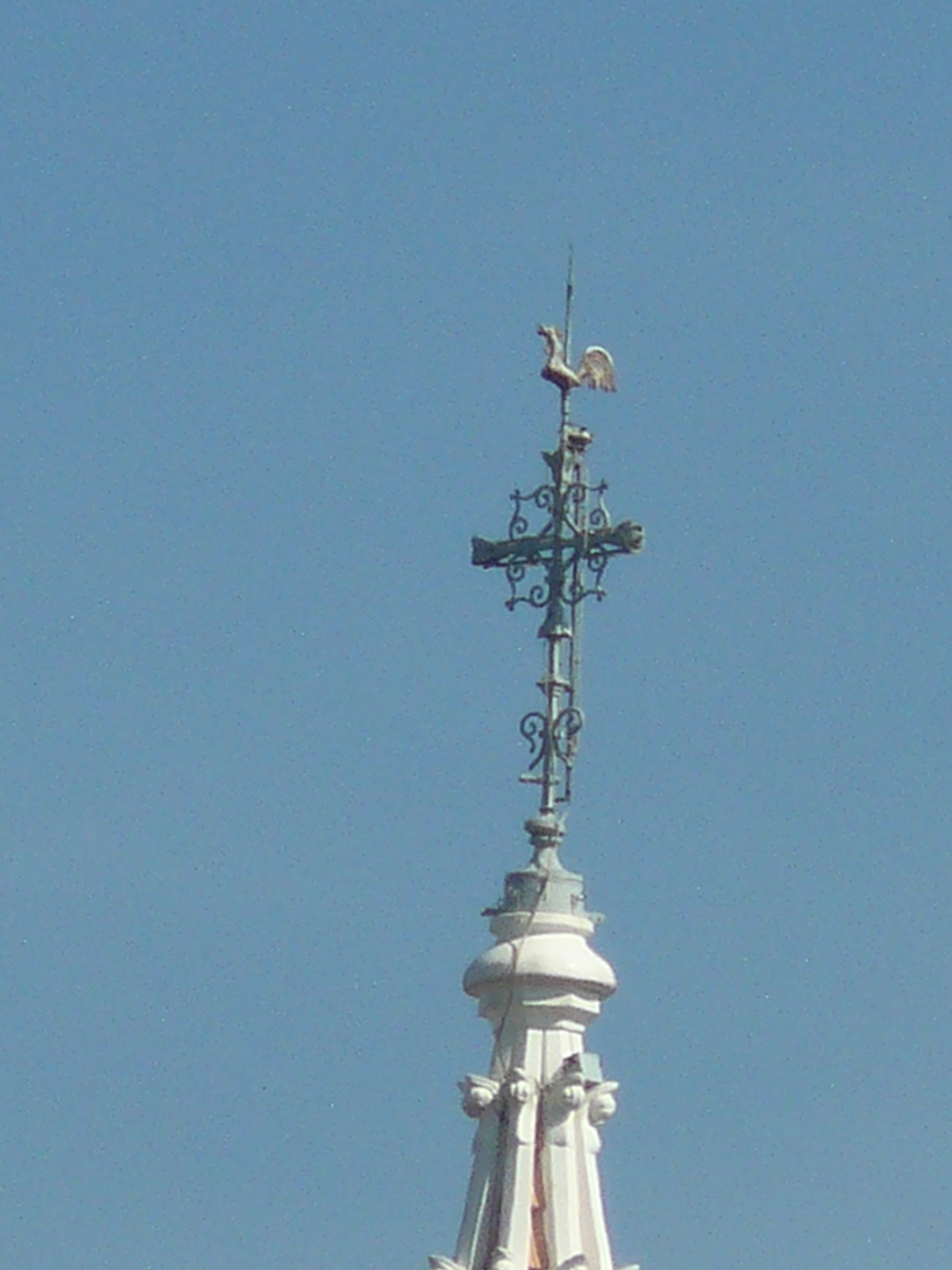
Tháp chuông nhà thờ Huyện Sỹ với chong chóng chỉ hướng gió hình con gà trống, một mô típ phổ biến trong kiến trúc châu Âu

Ngọn tháp chuông chính cao 57 mét kể cả chiều cao thánh giá và con gà trống Gaulois. Bên trong tháp có 4 quả chuông được đặt đúc tại Pháp năm 1905. 2 quả lớn có đường kính 1,05 mét do con trai và con dâu Huyện Sỹ là ông Gioan Baotixita Lê Phát Thanh và bà Anna Đỗ Thị Thao tặng. 2 quả chuông nhỏ đường kính 0,95 mét không ghi tên người tặng, có lẽ là của ông bà Huyện Sỹ đặt đúc cùng năm.
Huyện Sỹ qua đời năm 1900 khi nhà thờ chưa xây dựng xong. Về sau khi vợ ông là bà Huỳnh Thị Tài mất năm 1920, người ta mới đưa 2 ông bà chôn ở gian chái sau cung thánh của nhà thờ này.
Tại gian chái bên trái là tượng bán thân ông Huyện Sỹ bằng thạch cao gắn cột đầu, phía sau là phần mộ bằng đá cẩm thạch được trang trí hoa văn. Trên mộ là tượng toàn thân ông Huyện Sỹ kê đầu trên hai chiếc gối bằng đá cẩm thạch được điêu khắc tinh xảo, đầu chít khăn đóng quay về cung thánh nhà thờ, mình mặc áo dài gấm hoa văn tinh xảo, hai tay đan vào nhau trước ngực, chân đi giày. Đối diện bên phải là tượng vợ ông là bà Huỳnh Thị Tài (1845-1920), với tóc búi, cũng dựa trên hai chiếc gối, hai tay nắm trước ngực, mặc áo dài gấm, chân mang hài. Phía trong cùng còn có tượng bán thân của con trai và con dâu ông bà là Gioan Baotixita Lê Phát Thanh (bên phải) và Anna Đỗ Thị Thao (bên trái).